# Jebel al-Madhbah
Jebel al-Madhbah (în arabă جبل المذبح,  Jabal al-Madhbaḥ, lit. „Muntele altarului”) este un munte lângă Petra, Iordania, pe al cărui vârf se află un mare loc ritual nabataean centrat în jurul unui altar.

## Descriere
Muntele este de cca. 1.070 m. înălțime. Numele, care se traduce prin „Muntele altarului”, este bine meritat, deoarece vârful său este acoperit de structuri ceremoniale tăiate în stâncă, la care se ajunge printr-o scară tăiată în stâncă. Istoricul francez al Orientului Mijlociu Maurice Sartre (n. 1944) a remarcat că sub vârf există „două gigantice obeliscuri, sculptate din masa stâncoasă, [care] apar ca pietre sacre”, iar complexul ritual din partea de sus „constă dintr-o vastă esplanadă dreptunghiulară scobită în așa fel încât părțile laterale formează bănci; în mijlocul unei laturi lungi, un podium natural („motab”) a fost pus deoparte pentru plasarea pietrelor sacre ale zeilor. O altă secțiune a fost rezervată altarului. Cisternele, alimentate cu apă de ploaie, au fost folosite pentru [purificarea rituală|abluții]] și pentru curățare”.

## Teoria Muntelui Sinai
O serie de cercetători au propus Muntele Jebel al-Madhbah ca Muntele Biblic Sinai, începând cu Ditlef Nielsen în 1927.
Valea în care este așetată Petra este cunoscută sub numele de [Wadi Musa]], însemnând Valea lui Moise. La intrarea în Wadi Musa se află Ain Musa, Primăvara lui Moise.